# Catecolamina

Catecol

a dopamina

a norepinefrina (noradrenalina)

epinefrina (adrenalina)

Uma catecolamina (CA) é uma monoamina, um composto orgânico que tem um grupo catecol (grupo benzeno com duas hidroxilas laterais em carbonos 1 e 2) e uma cadeia lateral de amina.
Catecol pode ser uma molécula livre ou um substituinte de uma molécula maior, onde representaria um grupo 1,2-dihidroxibenzeno.
As catecolaminas são derivadas do aminoácido tirosina. Catecolaminas são solúveis em água.
Incluídas entre as catecolaminas estão a epinefrina (adrenalina), a norepinefrina (noradrenalina), e a dopamina, que são produzidas a partir de fenilalanina e tirosina. A liberação dos hormônios adrenalina e noradrenalina a partir da medula adrenal das glândulas supra-renais é parte da resposta de luta ou fuga.
Tirosina é criada a partir da fenilalanina por hidroxilação pela enzima fenilalanina hidroxilase. Tirosina é também ingerida diretamente a partir de dietas proteicas. Células secretoras de catecolamina utilizam diversas reações que convertem tirosina para L-DOPA e, em seguida, em dopamina. Dependendo do tipo de célula, a dopamina pode ainda ser convertida em norepinefrina ou ainda mais convertido para a adrenalina.
Várias drogas estimulantes são análogas de catecolaminas, tais como as anfetaminas.

## Estrutura
As catecolaminas têm a estrutura de um anel de benzeno com dois grupos hidroxila, um intermediário de cadeia etílica, e um terminal amina. Feniletanolaminas como a noradrenalina têm um grupo hidroxila na cadeia etílica.

## Produção e degradação

### Localização
As catecolaminas são produzidas, principalmente, por células cromafim da medula supra-renal e fibras pós-ganglionares do sistema nervoso simpático. A dopamina, que atua como um neurotransmissor no sistema nervoso central, é produzida em grande parte em corpos celulares em duas áreas do tronco cerebral: a substância negra e a área ventral tegmental. As células pigmentadas por melanina no locus ceruleus produzem norepinefrina.

### Síntese
A dopamina é a primeira catecolamina sintetizada a partir de DOPA. Por sua vez, a norepinefrina e a epinefrina são derivadas a partir de mudanças metabólicas da dopamina. A enzima dopamina hidroxilase requer cobre como um cofactor e DOPA descarboxilase requer PLP. A etapa limitante da taxa de biossíntese de catecolaminas é a hidroxilação da tirosina.
Entre outros inibidores, a síntese de catecolamina é inibida pela alfa-metil-p-tirosina (AMPT), que inibe a tirosina hidroxilase.

### Degradação
As catecolaminas têm uma meia-vida de poucos minutos quando circulando no sangue. Elas podem ser degradadas seja por metilação pela catecol-O-metiltransferase (COMT) ou por desaminação pelas monoamino oxidases (MAO).
MAOIs se ligam à MAO, impedindo-a de quebrar catecolaminas e outras monoaminas.